# The Beauty and the Beer
Albums de Tankard
Beast of Bourbon
(2004) Thirst
(2008)
The Beauty and the Beer est le douzième album studio du groupe de thrash metal allemand Tankard. L'album est sorti le 26 mai 2006 sous le label AFM Records.
Le titre de l'album est un jeu de mots. Il s'agit en effet d'une référence parodique à l'expression The Beauty and the Beast (en français : La Belle et la bête). Le titre de l'album signifie en fait La Belle et la bière.

## Musiciens
- Andreas "Gerre" Geremia - chant
- Andy Gutjahr - guitare
- Frank Thorwarth - basse
- Olaf Zissel - batterie

## Liste des morceaux
1. Ice-olation 5:10
2. We Still Drink the Old Ways 4:05
3. Forsaken World 4:33
4. Rockstars No. 1 4:05
5. The Beauty and the Beast 6:05
6. Blue Rage - Black Redemption 4:05
7. Frankfurt: We Need More Beer 3:49
8. Metaltometal 4:50
9. Dirty Digger 5:34
10. Shaken Not Stirred 3:36